# Arlington (Schiff)
Die Arlington ist ein Amphibious Transport Dock der San-Antonio-Klasse der United States Navy. Sie wurde nach Arlington County in Virginia benannt, dem Standort des Pentagon. Dies geschah, um die Opfer des Terroranschlages am 11. September 2001 auf das Gebäude zu ehren.

## Geschichte
Das Schiff wurde 2006 in Auftrag gegeben und Ende 2008 auf Kiel gelegt. Bauwerft war Ingalls Shipbuilding. Die Arlington war damit das dritte von damals acht Schiffen, die von Avondale Shipyards an Ingalls abgegeben worden waren, um nicht noch weiter hinter den Zeitplan zurückzufallen – wie dies infolge vielfältiger Konstruktionsprobleme bei den anderen Schiffen der San-Antonio-Klasse ebenfalls der Fall war. Beide Werften gehören Northrop Grumman.
Ingalls ließ die Arlington nach zwei Jahren Bauzeit vom Stapel. Am 26. März 2011 wurde das Schiff getauft, Taufpatin war Joyce Rumsfeld, die Ehefrau des ehemaligen US-Verteidigungsministers Donald Rumsfeld. Die US-Navy nahm das Schiff im Dezember 2012 ab und stellte es am 6. April 2013 in Norfolk (Virginia) in Dienst. Seine Lebensdauer ist auf 40 Jahre kalkuliert. Erster Kommandant war Commander Darren W. Nelson, der am Rücktransport von Truppen von der Operation Enduring Freedom beteiligt war.
Anfang August 2022 lief die Arlington zusammen mit der Kearsage in die Ostsee ein, wo sich die Sicherheitslage seit Beginn des russischen Überfalls auf die Ukraine deutlich verändert hatte. Zusammen mit weiteren US-Schiffen, u. a. der Gunston Hall bildete sie dort den größten Kampfverband der US Navy seit Ende des Kalten Krieges.